# Ardisia belaitensis
Ardisia belaitensis är en viveväxtart som beskrevs av C.M.Hu. Ardisia belaitensis ingår i släktet Ardisia och familjen viveväxter. Inga underarter finns listade i Catalogue of Life.